# Konstantin Gylybow

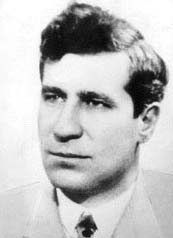
Konstantin Gylybow, um 1923

Konstantin Spassow Gylybow (bulgarisch Константин Гълъбов; * 17. April 1892 in Peruschtiza; † 23. Dezember 1980 in Sofia) war ein bulgarischer Germanist.

## Leben
Er studierte von 1911 bis 1915 Germanistik in Göttingen und Kiel. Von 1926 bis 1973 war er als Professor an der Universität Sofia tätig.
Er befasste sich in seinen Arbeiten mit Themen zur Deutschen Sprache und Literatur, wobei ein Schwerpunkt auf der Deutschen Klassik lag. Gemeinsam mit S. Nikolowa-Gylybowa gab er 1958 ein deutsch-bulgarisches und 1968 ein bulgarisch-deutsches phraseologisches Wörterbuch heraus. Darüber hinaus betätigte er sich als Übersetzer aus dem Deutschen ins Bulgarische.

## Werke
- Die Stellung Fr. Schlegels und der anderen deutschen Romantiker zu Goethes 'Wilhelm Meister' im lichte des Ur-Meister, 1917
- Šiler, 1947
- Deutsche Dichter, 1947
- Nemska gramatika, 1950
- Lesebuch zur Gedichte der deutschen Sprache, 1950
- Nemska fonetika s ogled na bŭlgarskija ezik, 1952
- Uvod v izučavaneto na gotski, starovisokonemski, srednovisokonemski i rannonovovisokonemski, 1953
- Istoričeska gramatika na nemski ezik, 1955
- Lesing, 1957
- Gĭote, 1961
- Nemsko-bălgarski frazeologičen rečnik, 1958
- Bǔlgarsko-nemski frazeologičen rečnik, 1968